# John J. Bagley

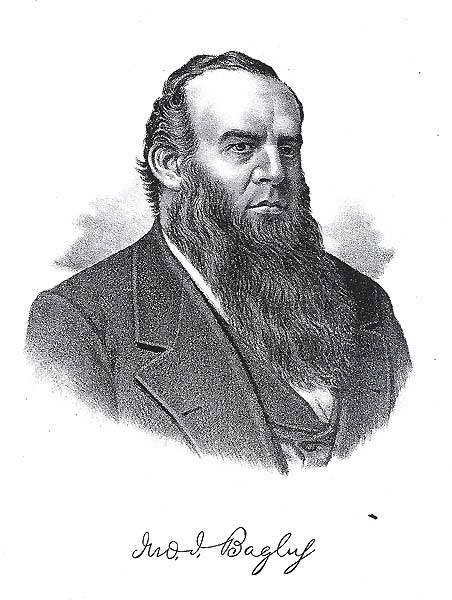
John J. Bagley.

John Judson Bagley, född 24 juli 1832 i Medina, New York, död 27 juli 1881 i San Francisco, Kalifornien, var en amerikansk republikansk politiker. Han var guvernör i delstaten Michigan 1873–1877.
Bagley tillbringade sin tidiga barndom i Lockport och flyttade sedan åtta år gammal tillsammans med sina föräldrar till Michigan. I Detroit blev han en betydande affärsman inom tobaksindustrin. Han gifte sig 1855 med Frances E. Newberry och paret fick sju barn.
Bagley var verkställande direktör för försäkringsbolaget Michigan Mutual Life Insurance Company 1867–1872 och ordförande för republikanerna i Michigan 1868–1870. Han efterträdde 1873 Henry P. Baldwin som guvernör och efterträddes 1877 av Charles Croswell.
Unitariern Bagley gravsattes på Woodmere Cemetery i Detroit.